# 罗拔诺甫-山县协议
罗拔诺甫-山县协议（俄语：Протокол Лобанова — Ямагаты）是一份于1896年6月9日俄罗斯帝国首都圣彼得堡由俄罗斯帝国外交大臣罗拔诺甫和前日本首相山县有朋签订的协议，协议的主要内容涉及了俄日两国在朝鲜半岛的势力范围。此协议在1898年被罗森-西协议取代。